# Kristýna Trpková
Kristýna Trpková (* 1996) je česká spisovatelka a redaktorka, autorka detektivní trilogie Stvůra, Vesnice a Vetřelec. Za prvotinu Stvůra získala Cenu Jiřího Marka pro nejlepší detektivní knihu roku 2021.
Vystudovala Gymnázium Dr. Emila Holuba v Holicích. Po maturitě nastoupila na pozici administrativní pracovnice a disponentky zákaznického servisu. Na rodičovské dovolené se, před narozením třetího dítěte, začala věnovat psaní detektivních románů. Rediguje také překladovou literaturu pro vydavatelství Euromedia.

## Dílo

### Detektivní romány
- Rozsudek smrti, MOBA, 2021
- Stvůra, Kalibr, 2021
- Vesnice, Kalibr 2022
- Vetřelec, Kalibr, 2023
- Někdo z nás, Kalibr, 2024 – kriminální psychothriller

## Ocenění
Za prvotinu Stvůra získala Cenu Jiřího Marka za nejlepší detektivní knihu roku. Ve 26 letech se stala nejmladší držitelkou ocenění. V roce 2023 byla oceněna hlavní Cenou Společnosti Agathy Christie její první povídka s názvem Ester, která následně vyšla v rámci detektivní povídkové sbírky Po stopách zločinu.